# NGC 4502
NGC 4502 (другие обозначения — UGC 7677, MCG 3-32-60, ZWG 99.78, VCC 1410, KUG 1229+169, PGC 41531) — спиральная галактика с перемычкой (SBc) в созвездии Волос Вероники.
Оценки параметров ориентации галактики в пространстве (наклона и позиционного угла), сделанные фотометрически и кинематически, хорошо согласуются друг с другом: оценки наклона отличаются на 2°, а позиционного угла — на 1°. Кривая вращения имеет правильную, симметричную форму и прослеживается дальше эффективного радиуса галактики.
Этот объект входит в число перечисленных в оригинальной редакции «Нового общего каталога».